# Tinctoporellus isabellinus
Tinctoporellus isabellinus är en svampart som beskrevs av Ryvarden & Iturr. 2003. Tinctoporellus isabellinus ingår i släktet Tinctoporellus och familjen Polyporaceae.   Inga underarter finns listade i Catalogue of Life.